# Étoile Olympique La Goulette Kram
Étoile Olympique La Goulette Kram is een Tunesische voetbalclub uit La Goulette en werd in 1950 opgericht. Enkele jaren geleden kon de club voor het eerst doorstoten naar de hoogste voetbaldivisie. In 2007 degradeerde de club weer. De club speelt tot op heden in 3de klasse.